# یواس‌اس پاناگانست (ای‌او-۸۶)
یواس‌اس پاناگانست (ای‌او-۸۶) (به انگلیسی: USS Ponaganset (AO-86)) یک کشتی بود که طول آن ۵۲۳ فوت ۶ اینچ (۱۵۹٫۵۶ متر) بود. این کشتی در سال ۱۹۴۳ ساخته شد.